# 欧洲E27公路
欧洲E27公路（E27）是欧洲的一条国际公路，起点为法国贝尔福，经过瑞士，终点为意大利奥斯塔，全长约328公里。

## 线路
欧洲E27公路穿过以下主要城市：

- 法国：贝尔福
- 瑞士：德莱蒙 - 伯尔尼 - 馬爾蒂尼（英语：Martigny） - 大圣伯纳德山口
- 意大利：奥斯塔